# Копривник (Костанєвиця-на-Кркі)
Копривник (словен. Koprivnik) — поселення в общині Костанєвиця-на-Кркі, Споднєпосавський регіон, Словенія. Висота над рівнем моря: 152,1 м.